# Mihail Savenco
Mihail Savenco (Savenko) (n. ?, gubernia Basarabia, Imperiul Rus – d. secolul al XX-lea) a fost un politician moldovean, membru al Sfatului Țării al Republicii Democratice Moldovenești. A fost de asemenea Director General pentru Justiție al RD Moldovenești în guvernul condus de Pantelimon Erhan.

## Sfatul Țării
Fiind ucrainean de naționalitate, a fost unul din membrii Sfatului Țării care s-a abținut de la votul de Unire a Basarabiei cu România în sesiunea din 27 martie 1918.

## Activitate ulterioară
Savenco s-a opus unirii Basarabiei cu România. S-a alăturat unui grup de politicieni și moșieri care au fost prezenți la Conferința de Pace de la Paris pentru a susține cauza rusească a Basarabiei. Din acest grup mai făceau parte și Aleksandr Krupensky, Aleksandr Schmidt, Vladimir Țiganko și Mark Slonim. Ei au răspândit zvonuri despre „atrocități nemaiauzite” comise de Armata Română, cum ar fi masacrarea a 53 de săteni în urma revoltei de la Hotin și torturarea multor altora. Aceste acuzații au fost respinse de unioniștii basarabeni (în special de Ion Pelivan și Ion C. Inculeț).

## Galerie de imagini

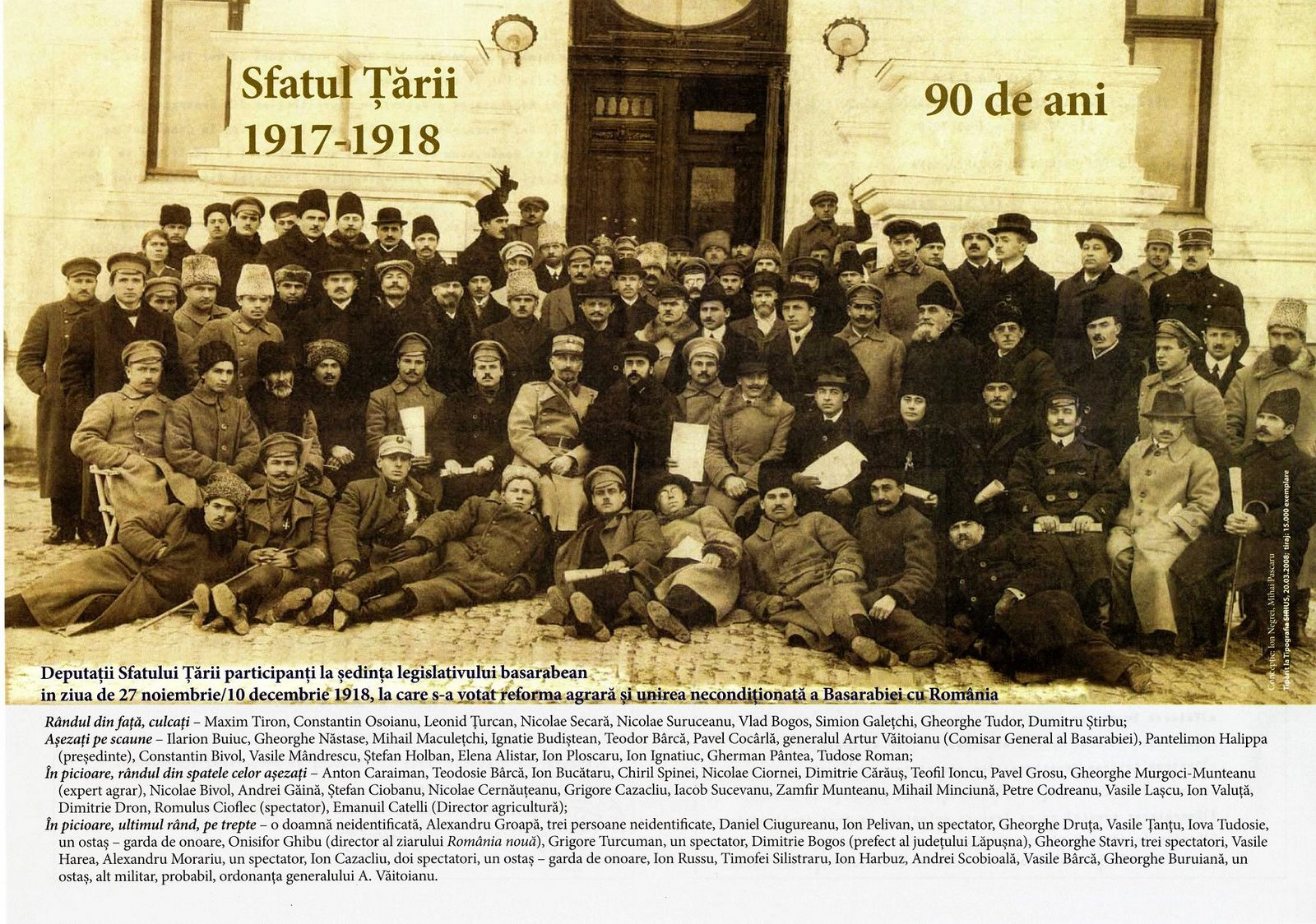
Membrii Sfatului Țării, 10 decembrie 1918.
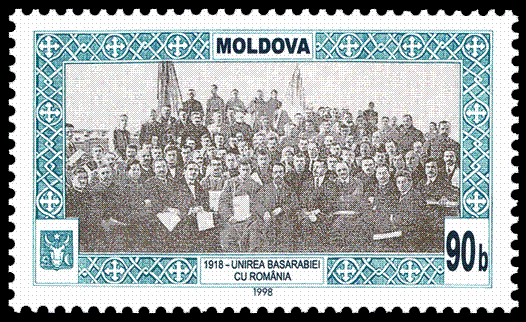
Membrii Sfatului Țării pe un timbru moldovenesc din 1998.